# Crise econômica argentina (2017-presente)
A crise econômica na Argentina se refere a uma grande crise econômica e social que começou em 28 de dezembro de 2017, durante a gestão do ex-presidente Mauricio Macri e se estende até o presente. O gatilho foi a decisão do então chefe de gabinete Marcos Peña de avançar na independência do Banco Central da República Argentina, com a intenção de diminuir as taxas de juros e recalibrar as metas inflacionárias dos anos seguintes, o que gerou uma forte desconfiança nos mercados que antes da incerteza decidiam deixar a moeda local. As primeiras consequências começaram em abril de 2018, quando estourou uma crise cambial que desmoronou o valor do peso argentino em relação ao dólar americano. Essa situação, que persistiu continuamente até agosto de 2018, e ainda persiste até hoje, teve diversos efeitos, geralmente negativos, na economia, onde se encontra o início de várias intervenções de reserva do BCRA à taxa de câmbio para manter a taxa de câmbio estável, da moeda local até o presente, um programa de resgate financeiro com o Fundo Monetário Internacional, a escalada do prêmio de risco soberano, um aumento da inflação para 53% em 2019, e como consequência direta, uma recessão na economia argentina, além do aumento do desemprego para 10% e a pobreza para 35%.